# Marta Romashina
Marta Romashina, née le 4 novembre 1989 à Penza, est une photographe de mode et journaliste russe. Elle vit à Paris.

## Biographie
Marta Romashina est née en novembre 1989 à Penza, RSFSR, Union soviétique et a grandi à Prague.
En 2013, elle déménage à Shanghai pour faire les études en « marketing de la mode » au Raffles Design Institute. Pendant cette période, elle a sa première exposition à son futur métier en suivant un cours de photographie numérique. Elle peut alors travailler avec des créateurs, comme Hussein Chalayan, à travers l'Europe et l'Asie, tout en organisant des défilés de mode, notamment durant la Semaine de la mode de Shanghai et Semaine de la mode de Paris,.
Après ses études en Chine, elle déménage à Florence pour étudier l'achat de mode pendant son cursus de master à l'école de mode italienne Polimoda.

### Blog de voyage
En 2018, elle lance un blog de voyage, WhereMartaWent, ainsi qu'un Instagram, qui présentent des destinations du monde entier et des hôtels de luxe. Elle a travaillé avec plusieurs marques d'hôtellerie, notamment Four Seasons, Mandarin Oriental, Ritz Carlton, Hyatt.
Influenceuse sur les réseaux sociaux, elle compte plus de 80 000 abonnés sur Instagram.
Son travail de journaliste a été publié dans magazines Elle,et L'Officiel,,,,,,.

## Photographie de mode
Son travail a été publié dans des magazines de mode comme Elle,, Harper's Bazaar, L'Officiel,.
En 2021, elle est nommée pour le Prix Picto de la jeune photographie de mode où son travail est évalué par Jean-Paul Gaultier et Paolo Roversi au Palais Galliera, un musée de la mode à Paris.
En 2022, son travail inspiré d' Âge d'or de la peinture néerlandaise "In Silico" a remporté un prix d'or aux Tokyo Foto Awards dans la nomination éditoriale de mode.
En 2023, Marta Romashina a remporté une médaille d'or dans la catégorie Fine Art lors du Prix de la Photographie Paris (PX3) pour sa série intitulée 'In Silico".
En 2023, Marta Romashina a également remporté une médaille de bronze dans la catégorie Fashion au Prix de la Photographie Paris (PX3) pour sa série intitulée 'Know your salt worth', réalisée en Afrique du Sud.
En 2023, Marta Romashina a photographié Samuel Aitken, un parent de la princesse Diana, au Cap pour Harper's Bazaar Thaïlande.
Ses images sont poétiques, pleines de symbolisme, mais en même temps, elle aime discuter de questions sociales dans sa photographie. Son esthétique est influencée par sa vie en Asie : couleurs vives, angles inhabituels et sens de la surréalité.
Elle apparait comme mannequin dans quelques magazines indépendants comme Vingt Sept,. Ses autoportraits sont publiés sur une couverture de Mob Journal.

## Galerie

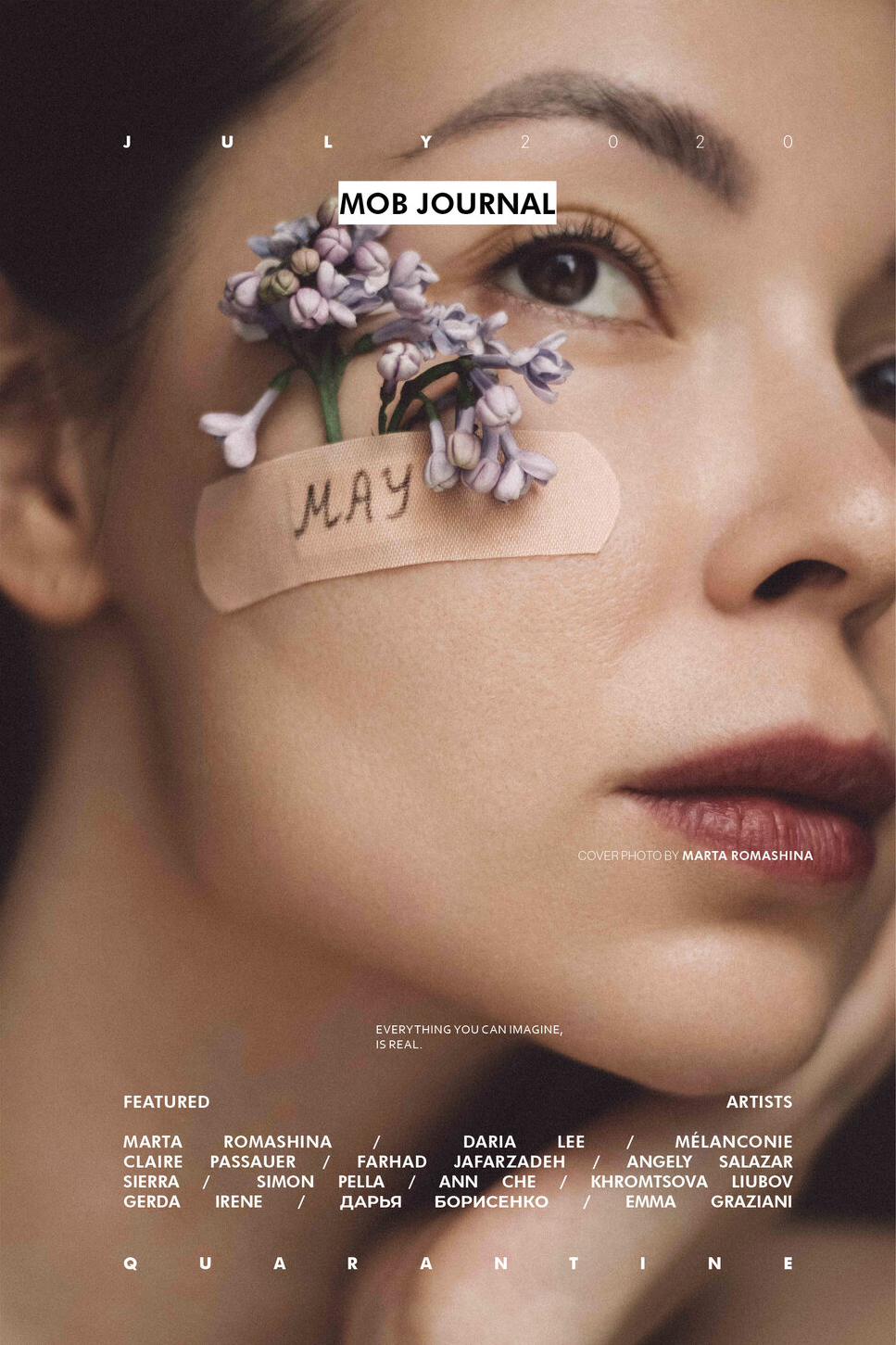
Autoportrait pour la couverture du Mob Journal, juillet 2020
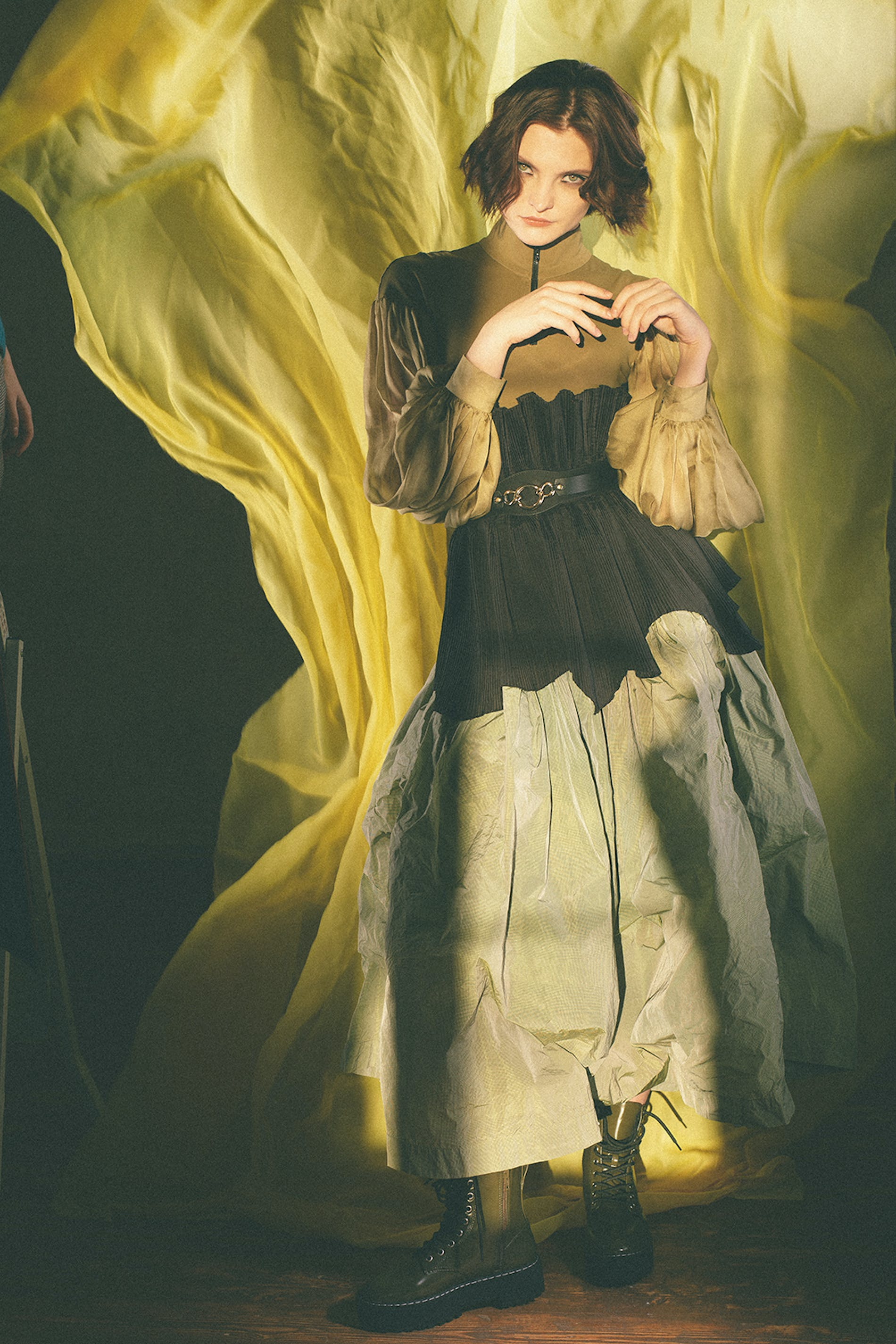
L'Officiel Monaco, février 2021
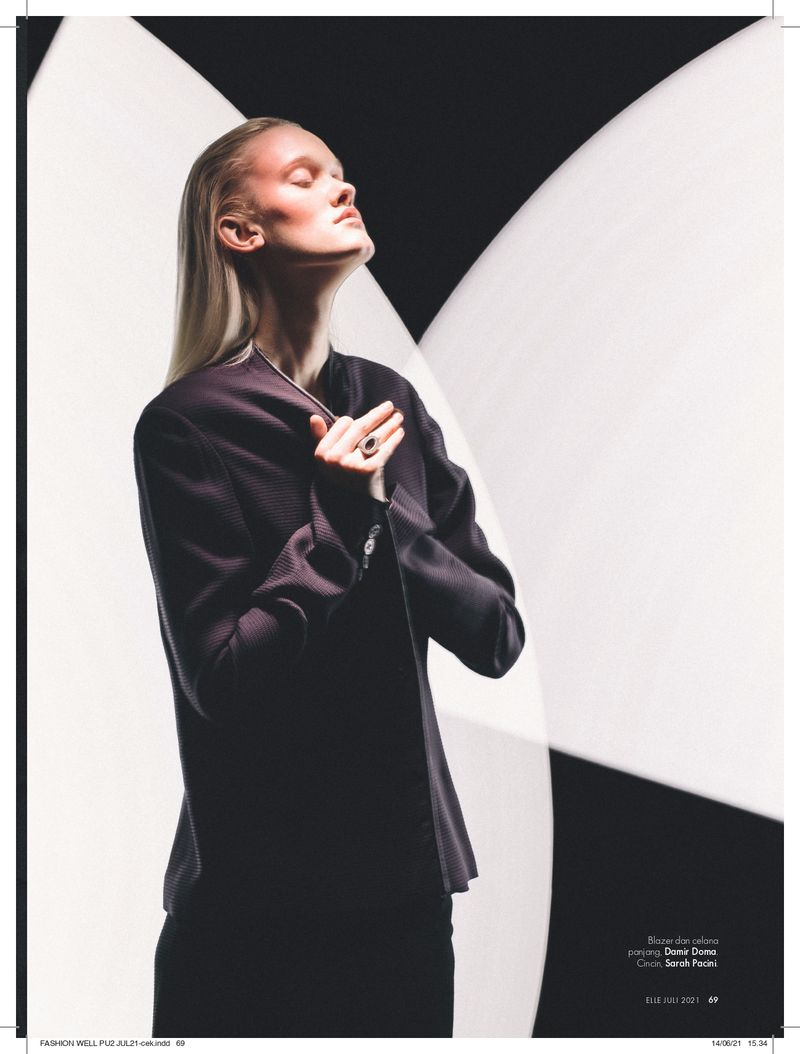
Elle Indonésie, juillet 2021
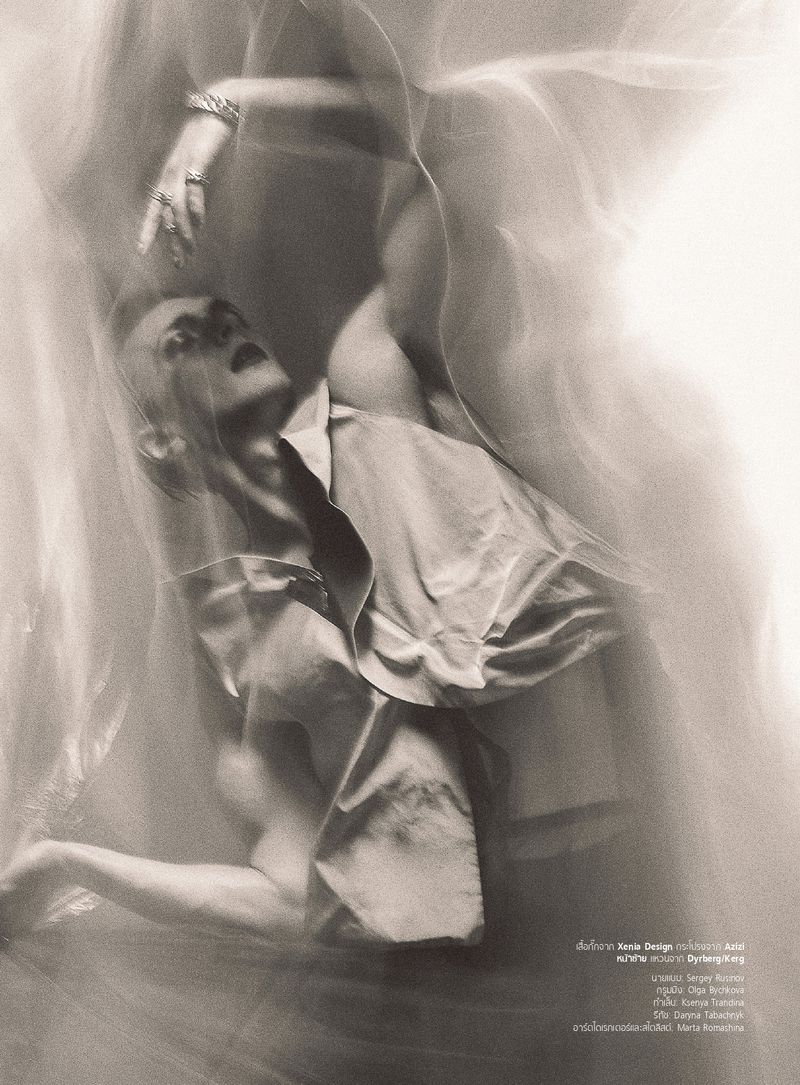
Harper's Bazaar Thaïlande, novembre 2021
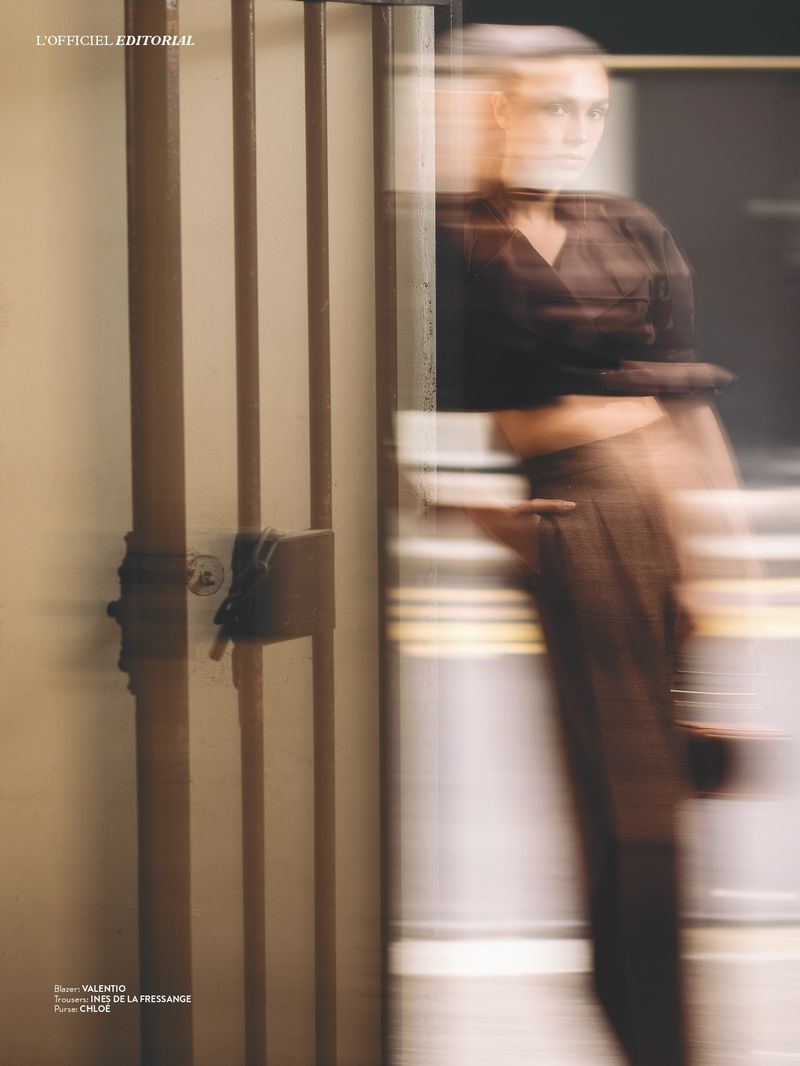
L'Officiel Arabia, avril 2022

## Expositions
- First Thursdays 10 Year Anniversary exhibition, Association for Visual Arts, 18 août - 29 septembre 2022, Cape Town, Afrique du Sud.
- Blank Wall Gallery, 23 septembre – 5 octobre 2022, Athènes, Grèce[27],[1].